# Ko Bylanzky

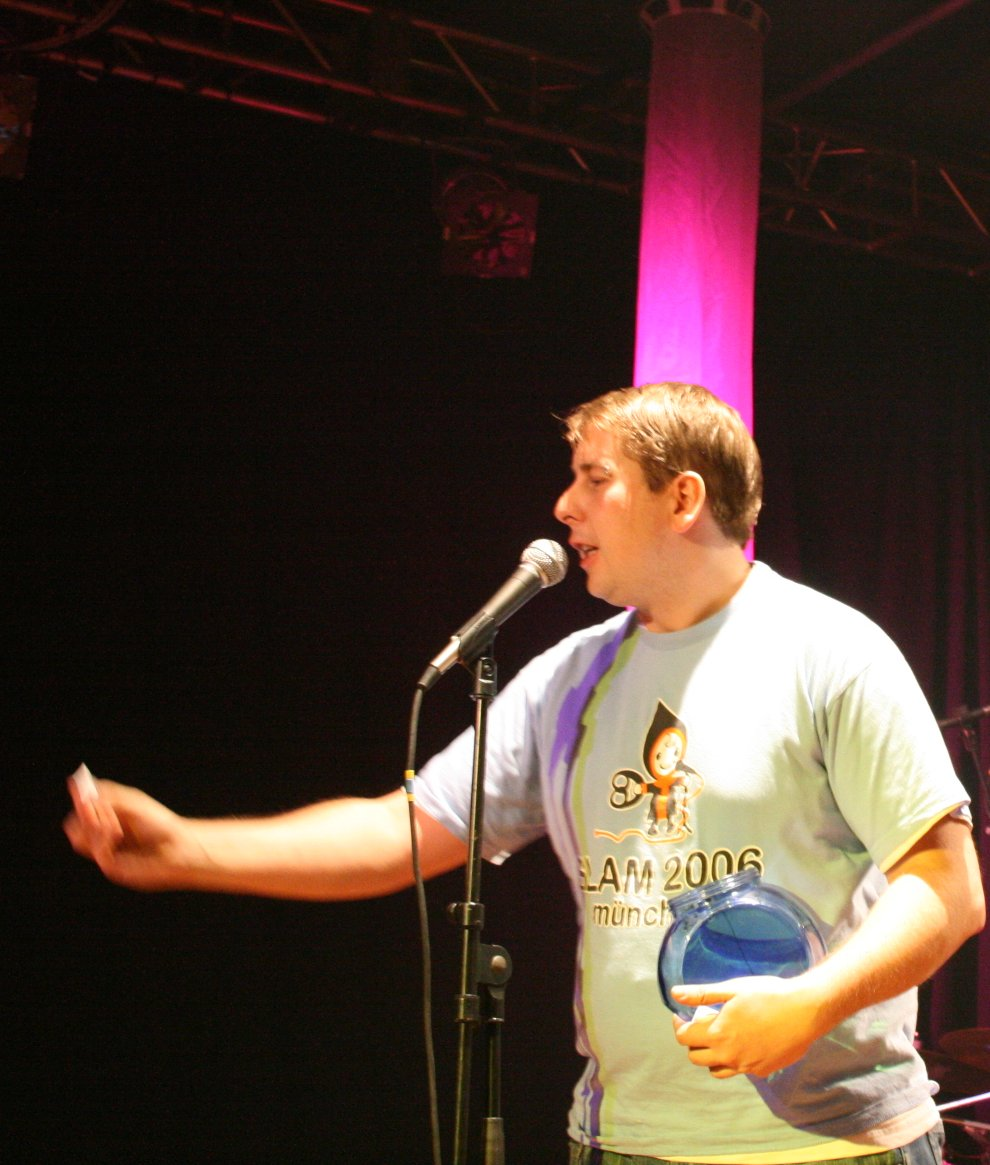
Ko Bylanzky beim Grandmaster Slam in St. Gallen

Ko Bylanzky, bürgerlich Bernhard Althoff (* 14. Dezember 1972 in München), ist ein deutscher Literaturveranstalter, MC, Autor, Poetry-Slam-Essayist und Slam Master, der vorwiegend mit Rayl Patzak, einem früheren Schulfreund, zusammenarbeitet.

## Veranstaltungen
Bylanzky und Patzak veranstalten seit 1996 monatlich im Münchener Club Substanz den Munichslam, eine der größten regelmäßig stattfindenden Poetry-Slam-Veranstaltungen Europas, und weitere Poetry-Slam-Veranstaltungen im bayerischen und baden-württembergischen Raum sowie Schüler-Workshops.
1998 und 2006 organisierten sie die in München ausgetragenen deutschsprachigen Poetry-Slam-Meisterschaften. Seit 2018 veranstaltet Ko Bylanzky gemeinsam mit Moses Wolff den ersten bayerischen Mundartslam Wer ko der ko im Münchner Theater Hofspielhaus.
Bylanzky übernimmt auch seit einigen Jahren die Moderation der vom KJR Landsberg am Lech veranstalteten Poetry Slams in Landsberger Stadttheater.

## Auszeichnungen
- 2020: Schwabinger Kunstpreis
- 2021: Innovationspreis Volkskultur der Landeshauptstadt München zusammen mit Moses Wolff für ihr Projekt Wer ko der ko

## Veröffentlichungen
- K. Bylanzky, R. Patzak (Hrsg.), Poetry Slam: Was die Mikrofone halten. Poesie für das neue Jahrtausend, Ariel-Verlag, 2000 ISBN 978-3-930148-19-6
- K. Bylanzky, R. Patzak, Planet Slam. Das Universum Poetry Slam, yedermann, 2002 ISBN 978-3-935269-20-9
- K. Bylanzky, R. Patzak (Hrsg.), Planet Slam 2. Ein Reiseführer durch die Welten des Poetry Slam, yedermann, 2004 ISBN 978-3-935269-26-1
- K. Bylanzky, R. Patzak (Hrsg.), Europe speaks: The first European Slam & Spoken Word Poetry Compilation (Audiobook), Der gesunde Menschenversand, 2006 ISBN 978-3-9522993-2-6